# Platysenta rufulus
Platysenta rufulus är en fjärilsart som beskrevs av Shchetkin 1965. Platysenta rufulus ingår i släktet Platysenta och familjen nattflyn. Inga underarter finns listade i Catalogue of Life.